# マイラ (ギリシア神話)
マイラ（古希: Μαῖρα, Maira, 英: Maera）は、ギリシア神話の犬あるいは女性である。主に、
- イーカリオスの愛犬
- アトラースの娘
- プロイトスの娘

が知られている。以下に説明する。

## イーカリオスの愛犬
このマイラは、ディオニューソスから葡萄を授けられ、ワインの醸造法を教わったアッティカ人イーカリオスの愛犬である。イーカリオスがワインの素晴らしさを伝えようと羊飼いたちのところにやって来て、酩酊した彼らが毒を盛られたと勘違いした彼らに殺されたとき、イーカリオスの娘エーリゴネーは父を探して放浪した。マイラは主人が葬られた場所を見つけて彼女に示し、父の死を知ったエーリゴネーは首を吊って死んだ。彼らは神々によって星座となり、イーカリオスはうしかい座、エーリゴネーはおとめ座、マイラはシリウスになった（こいぬ座になったとする説もある。）。

## アトラースの娘
このマイラは、巨人アトラースの娘。アルカディア地方のテゲアーの王テゲアーテースと結婚し、スケプロス、レイモーン、キュドーン、アルケーディオス、ゴルテュスの母となった。テゲアーのアゴラに夫とともに埋葬されたが、マンティネイアに葬られたとする伝承もあった。

## プロイトスの娘
このマイラは、シーシュポスの子テルサンドロスの子プロイトスの娘。ホメーロスの叙事詩『オデュッセイアー』11巻で名婦の1人として彼女の名前が言及されている。パウサニアースによると、処女のまま世を去ったことが『ノストイ』で語られていた。別の伝承では、彼女はゼウスとの間にロクロスを生んだと伝えられている。それによるとマイラは狩猟の女神アルテミスの従者であったが、ロクロスを生んだためにアルテミスに射殺されたという。